# Рейгар Таргарієн
Рейгар Таргарієн — персонаж вигаданого світу, зображеного в серії книг "Пісня Льоду і Вогню " Джорджа Мартіна і в серіалі "Гра престолів ". Представник династії Таргарієнів, старший син правителя Семи королівств Еєріса II Божевільного і спадкоємець престолу, який загинув у громадянській війні за життя батька. У серіалі Рейгара зіграв Вілф Сколдінг.

## Біографія
Рейгар Таргарієн зображений Джорджем Мартіном як старший син Ейріса II з династії Таргарієнів, який правив Сімома королівствами і отримав прізвисько Божевільний король, і його сестри Рейли. Він народився 259 року від Завоювання Ейгона в Літньому замку, де того ж дня сталася пожежа. У вогні загинули прадід новонародженого, король Ейгон V, старший син короля Дункан Малий, лорд-командувач Королівської гвардії Дункан Високий та інші високопосадовці, які приїхали, щоб відсвяткувати народження принца.
У 262 році помер син Ейгона і батько Ейріса Джейхеріс II, так що трирічний Рейгар став спадкоємцем престолу. Він ріс нелюдимою дитиною, яка найбільше любила читання та гру на арфі, але одного разу під впливом якоїсь прочитаної книги вирішив, що має стати зразковим воїном. Принц навчився досконало володіти зброєю, почав перемагати у всіх турнірах і в 17 років був посвячений у лицарі. Він здобув величезну популярність у Вестеросі, незважаючи на свої серйозність і замкнутість: його шанували лицарі, любили жінки, що плакали від звуку його пісень, простонароддя захоплено зустрічало Рейгара, де б він не з'явився. Навіть правиця короля Тайвін Ланністер ставився до спадкоємця престолу з великою повагою. Згідно зі спогадами людей, що бачили його, принц відрізнявся дивовижною красою.
Тайвін Ланністер хотів одружити принца зі своєю дочкою Серсеєю, але Ейєріс вибрав Рейгару іншу дружину — дочку принца Дорна Елію Мартелл. У цьому шлюбі народилися двоє дітей, Рейєніс та Ейгон. Принц не любив дружину і на турнірі в Харренхоллі, перемігши всіх противників, оголосив «королевої любові та краси» не Елію, а Ліанну Старк, дочку правителя Півночі Рікарда Старка. Через кілька місяців він таємно відвіз Ліанну і зробив її своєю коханкою. Старки та їхні друзі трактували це як викрадення та зґвалтування, але деякі герої Мартіна та поставленого за його книг серіалу поступово розуміють, що Рейгар та Ліанна любили один одного. У будь-якому разі Старки були смертельно ображені; це стало початком кривавої чвари, яка призвела до загибелі династії Таргарієнів.
Батько і брат Ліанни зажадали від короля Ейріса справедливості, але він наказав їх вбити. Тоді Старки повстали у союзі з Баратеонами (Роберт Баратеон був нареченим Ліанни), Арренами та Таллі. Рейгар очолив армію Таргарієнів, у вирішальній битві при Трезубці зійшовся в поєдинку з Робертом Баратеоном і був убитий. Його дружина та сини незабаром були вбиті людьми Ланністерів. Ліанна теж померла.
У ході оповідання в книгах Мартіна з'ясовується, що син Рейгара Ейєгон насправді живий і знаходиться в Ессосі (втім, залишається незрозумілим, чи правдиві ці дані). У телесеріалі " Гра престолів " була реалізована одна з фанатських версій, згідно з якою Ліанна перед смертю народила від принца сина, оголошеного пізніше бастардом Неда Старка під ім'ям Джон Сноу.

## Рейгар у книгах
Дія книг Джорджа Мартіна починається через 15 років після загибелі Рейгара. Проте принц часто згадується на їхніх сторінках — інші персонажі згадують про нього, він є в різного роду видіннях, так що читачі дізнаються про нові деталі його біографії та його образу. Для Роберта Баратеона це монстр і лиходій, для сестри Рейгара Дейнеріс і для його нареченої Серсеї, що не відбулася, — ідеальний лицар. Дейнеріс впевнена, що він помер в ім'я коханої жінки. Навіть Еддард Старк, який бився з Рейгаром, оцінює його вкрай неоднозначно: він визнає лицарство свого ворога і впевнений, що Рейгар, на відміну від Роберта, не став би завсідником борделів. Еддард сумнівається в тому, що Рейгар зґвалтував Ліанну.
Один із королівських гвардійців Баррістан Селмі в романі "Буря мечів " згадує про принца: «Він любив спати в зруйнованому залі, під місяцем та зірками, і завжди повертався звідти з піснею. Коли він грав на своїй арфі зі срібними струнами і співав про сутінки, і сльози, і смерть королів, ти мимоволі відчував, що він співає про себе самого і своїх коханих». Ця розповідь, як і висловлювання інших персонажів про Рейгара, дає рецензентам підстави, щоб вважати принца «надромантичною особистістю», над якою «нависло передчуття трагедії та долі».

## Рейгар у серіалі
Принц з'являється у серіалі «Гра престолів» лише у кількох епізодах. Його зіграв маловідомий актор-валлієць Вілф Сколдінг.

## Рейгар в образотворчому мистецтві
Американський художник-ілюстратор Майкл Комарк на одному зі своїх малюнків зобразив поєдинок Рейгара та Роберта Баратеона у битві при Трезубці. На ілюстрації, створеної Марком Сімонетті, Рейгар з'являється на світ на тлі Літнього замку, що горить.

## Оцінки образу
Хоча Рейгар і Ліанна Старк з'являються в «Грі престолів» тільки епізодично, їх зараховують до пар серіалу, що найбільш запам'ятовуються. Згідно з опитуванням HBO, це найромантичніша пара (для організаторів опитування такий результат став повною несподіванкою).
Рейгар — один із гіпотетичних кандидатів на роль відродженого Азора Ахая, героя, який має вдруге здобути перемогу над Іншими.
У пошуках історичних паралелей рецензенти «Ігри престолів» звертаються навіть до образу Рейгара. Одним з історичних прототипів Рейгар міг стати Чорний принц — старший син короля Англії Едуарда III, який помер за життя батька.